# Saliotita
La saliotita es un mineral, de la subclase de los filosilicatos, perteneciente al grupo de la esmectita, hallado por primera vez en 1990 en un afloramiento de esquisto metamórfico del entorno del desierto de Tabernas, provincia de Almería, España, que es su localidad tipo. Su nombre deriva del geólogo francés Pierre Saliot.

## Propiedades físicas y químicas
La saliotita presenta una exfoliación perfecta.

## Yacimientos
La saliotita es un mineral raro, al que no se le ha encontrado más utilidad que el coleccionismo. Se ha citado hasta el momento en la localidad tipo, Sierra Alhamilla, como parte del Complejo alpujárride. También se ha encontrado en la isla griega de Amorgos.